# الحب يعود الى المنزل
الحب يعود الى المنزل (بالكورية: 가족X멜로)، هو مسلسل تلفزيوني كوري جنوبي، بطولة جي جن هي، كيم جي سو، سون نا أون، تشوي مين هو. عرض على قناة JTBC في 10 أغسطس الى 15 سبتمبر 2024، تم بثه كل يومي السبت والأحد الساعة 22:30 (KST). وهو متاح على نتفليكس في مناطق مختارة.

## القصة
يصور المسلسل قصة بيون مو جين، الذي أفلس واختفى، والذي يظهر أمام ابنته بيون مي راي وزوجته جيوم أي يون بعد 14 عامًا كملياردير.

## طاقم
- جي جين هي في دور بيون مو جين.[1]
- كيم جي سو في دور جيوم اي يون.[1]
- سون نا إيون في دور بيون مي راي.[1]
- تشوي مين هو في دور نام تاي بيونغ.[1]
- يون سان-ها في دور بيون هيون جاي.[5]

## المشاهدات
| الموسم | الموسم | رقم الحلقة | رقم الحلقة | رقم الحلقة | رقم الحلقة | رقم الحلقة | رقم الحلقة | رقم الحلقة | رقم الحلقة | رقم الحلقة | رقم الحلقة | رقم الحلقة | رقم الحلقة | المتوسط |
| الموسم | الموسم | 1          | 2          | 3          | 4          | 5          | 6          | 7          | 8          | 9          | 10         | 11         | 12         | المتوسط |
| ------ | ------ | ---------- | ---------- | ---------- | ---------- | ---------- | ---------- | ---------- | ---------- | ---------- | ---------- | ---------- | ---------- | ------- |
|        | 1      | 1049       | 1210       | 952        | 1250       | 763        | 1246       | 763        | 970        | 663        | 1010       | 694        | 969        | 962     |

| Ep.   | تاريخ البث     | تقييمات (نيلسن كوريا) | تقييمات (نيلسن كوريا) |
| Ep.   | تاريخ البث     | على الصعيد الوطني     | سيئول                 |
| ----- | -------------- | --------------------- | --------------------- |
| 1     | 10 اغسطس 2024  | 4.786%                | 4.495%                |
| 2     | 11 اغسطس 2024  | 5.176%                | 5.013%                |
| 3     | 17 أغسطس 2024  | 3.902%                | 3.963%                |
| 4     | 18 أغسطس 2024  | 5.326%                | 5.365%                |
| 5     | 23 اغسطس 2024  | 3.181%                | 3.072%                |
| 6     | 24 اغسطس 2024  | 5.186%                | 5.455%                |
| 7     | 31 اغسطس 2024  | 3.345%                | 3.147%                |
| 8     | 1 سبتمبر 4202  | 4.213%                | 4.122%                |
| 9     | 7 سبتمبر 2024  | 2.705%                | 2.361%                |
| 10    | 8 سبتمبر 2024  | 4.072%                | 3.738%                |
| 11    | 14 سبتمبر 2024 | 3.186%                | 3.017%                |
| 12    | 15 سبتمبر 2024 | 4.229%                | 4.327%                |
| متوسط | متوسط          | 4.109                 | 4.006%                |

## الانتاج
في 16 يونيو 2023، ذكرت صحيفة اكسبورت نيوز أن المسلسل سيحتوي على ميلودراما ممزوجة بعناصر غامضة، وهو من تأليف كيم يونغ يون، الذي كتب رومانسيتي السرية، وإخراج كيم دا يي. ومن المقرر أن يتكون من 12 حلقة.

## روابط خارجية
- الموقع الرسمي
(بالكورية)
- الحب يعود الى المنزل على موقع IMDb (الإنجليزية)
- الحب يعود الى المنزل على موقع نتفليكس (الإنجليزية)
- الحب يعود الى المنزل على موقع فيلمافينيتي (الإسبانية)
- الحب يعود الى المنزل على موقع قاعدة بيانات الفيلم (الإنجليزية)
- الحب يعود الى المنزل على هانسينما